# Maitreyi
Maitreyi (fl. VIII secolo a.C.) è stata una filosofa indiana vedica dell'Antica India, seconda moglie del saggio e filosofo Yajnavalkya, la cui prima moglie era Katyaayanee..

## Biografia
Secondo la leggenda, Maitreyi non aveva intenzione di sposare Yajnavalkya, ma voleva vivere con lui come sua discepola e compagna spirituale per seguire il sadhana, la disciplina spirituale. Si recò allora dalla moglie di Yajnavalkya, Katyaayanee, esprimendo il desiderio di vivere con suo marito. Con il consenso di Katyaayanee, diventò la sua compagna.